# Pterolophia basileensis
Pterolophia basileensis är en skalbaggsart som beskrevs av Pierre Lepesme och Stefan von Breuning 1953. Pterolophia basileensis ingår i släktet Pterolophia och familjen långhorningar. Inga underarter finns listade i Catalogue of Life.